# Dictablanda
Le terme de dictablanda est utilisé en Espagne afin de caractériser le régime de Dámaso Berenguer (1930-1931). Il est issu d’un jeu de mots en espagnol entre dura (= « dure ») et blanda (= « molle ») ; dictature se disant dictadura en espagnol, « dictablanda » voudrait dire : « dictamolle ».
Ce terme sert surtout à désigner le gouvernement de Berenguer à la suite de la dictature (1923-1930) du général Primo de Rivera et la courte période d’intérim qui l’a suivie sous la direction de Juan Bautista Aznar-Cabañas.